# Дибанг (река)
Дибанг (англ. Dibang) — река бассейна Брахмапутры, является притоком Лухита, бассейн реки целиком расположен в пределах штата Аруначал-Прадеш Индии. Кроме общепринятого названия реки, Дибанг в различных этнических группах называется также Сикангом (англ. Sikang) и Талоном (англ. Talon).
Несмотря на небольшие размеры, река обладает значительными гидроресурсами, которые оцениваются в величину более 10 ГВт.

## Общие сведения
Длина реки составляет 195 км, площадь верхней части бассейна — 11 276 км², расход воды в устье составляет примерно 1500 м³/с, в 50 км от устья — 854 м³/с. Истоки реки находятся вблизи с границей с КНР на южных склонах Гималайского хребта на высоте более 5000 м. Верхняя часть реки и притоков бассейна представляют собой типично горные реки, протекающие в ущельях и обладающие значительным падением русла.
В своем нижнем течении, на участке длиной 50 км, река выходит на аллювиальную долину шириной от 4 до 9 км, где распадается на 10-15 рукавов с изменчивым руслом. Несмотря на иной характер реки, на этом участке падение русла составляет 160 м. В районе населённого пункта Садия река достигает своего устьевого участка, где при низких уровнях воды впадает в Брахмапутру, а при высоких — посредством двух рукавов впадает одновременно в Брахмапутру и в Лухит. На получившейся таким образом островной территории в дельте Дибанга и Лухита находится национальный парк Дибру-Сайхова. В отдельных индийских источниках началом Брахмапутры считается слияние Лухита, Дибанга и Диханга (Сианга), верхнего течения Брахмапутры.
Бассейн реки расположен в двух климатических зонах. Верхняя часть бассейна вблизи с границей с Тибетом отличается ме́ньшим уровнем осадков, характеризуется холодной зимой и теплым летом. Нижняя часть относится к влажному тропическому климату. Среднее количество осадков в бассейне 4405 мм/год, из которых приблизительно 45 % или 2000 мм/год теряется в результате испарения. В основном осадки приносятся в бассейн индийским муссоном и приходятся на период с апреля по октябрь.
Бассейн реки отличается высокой сейсмоактивностью. В 1897 году в этом районе имело место землетрясение магнитудой 8,7, в 1950 году — магнитудой 8.